# National Museum of the United States Air Force

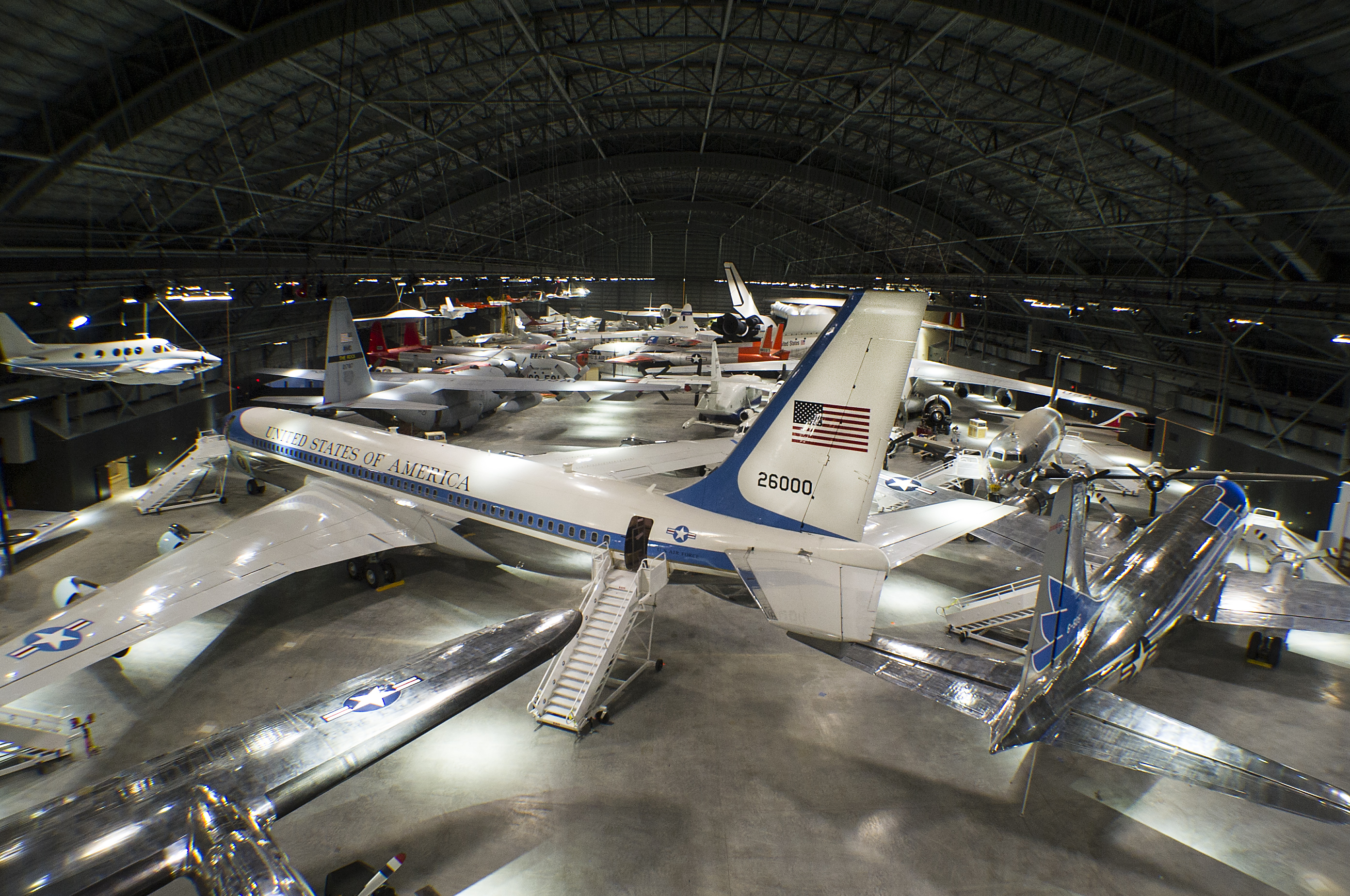
National Museum of the U.S. Air Force Boeing VC-137C Air Force One

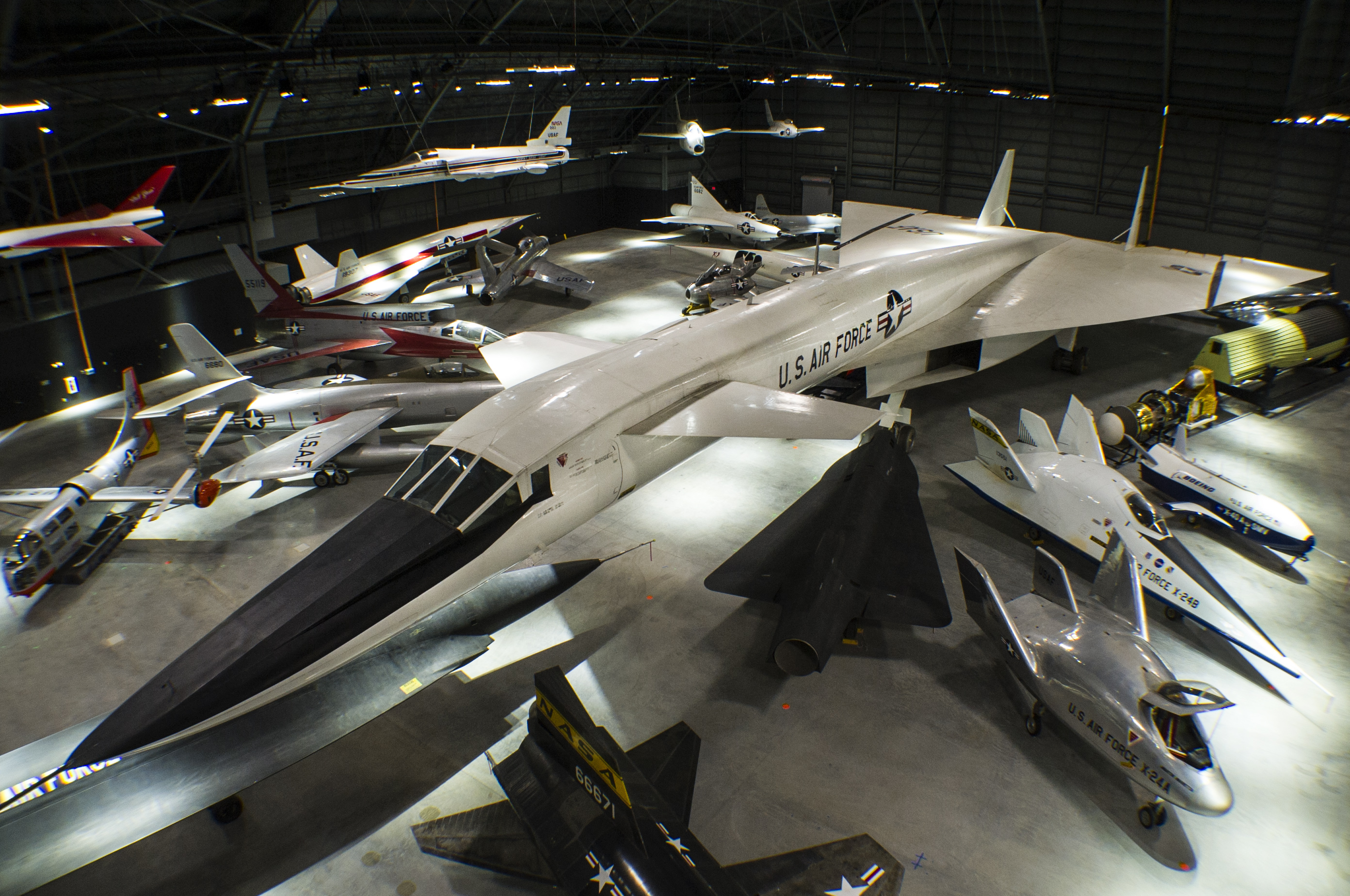
National Museum of the U.S. Air Force-North American XB-70 Valkyrie

Het National Museum of the United States Air Force (NMUSAF) (voorheen het United States Air Force Museum) is het officiële museum van de United States Air Force op Wright-Patterson Air Force Base, zo'n 10 km ten noordoosten van Dayton in de Amerikaanse staat Ohio. Het NMUSAF is het oudste en grootste militaire luchtvaartmuseum ter wereld, met meer dan 360 tentoongestelde vliegtuigen en raketten. Het museum trekt jaarlijks ongeveer een miljoen bezoekers, waardoor het een van de meest bezochte toeristische attracties in Ohio is.

## Geschiedenis
Het museum dateert uit 1923, toen de Engineering Division in Dayton's McCook Field voor het eerst technische artefacten verzamelde voor conservering. In 1927 verhuisde het naar het toenmalige Wright Field in een laboratoriumgebouw. In 1932 werd de collectie het Army Aeronautical Museum genoemd en van 1935 tot de Tweede Wereldoorlog in een gebouw van de Works Progress Administration geplaatst. In 1948 bleef de collectie privé als het Technisch Museum van de Luchtmacht. In 1954 werd het Air Force Museum openbaar en werd het gehuisvest in zijn eerste permanente faciliteit, gebouw 89 van het voormalige Patterson Field in Fairborn, dat een hangar voor motorrevisie was geweest. Veel van zijn vliegtuigen stonden buiten geparkeerd en werden blootgesteld aan het weer.
In de jaren 1960 leidde Eugène Kettering het project om een permanente structuur te bouwen om de collecties te huisvesten en werd hij de eerste voorzitter van de raad van bestuur van de Air Force Museum Foundation. Toen hij in 1969 stierf, nam zijn weduwe Virginia het project over. Haar "vastberadenheid, logica en nauwgezette aandacht" hielden het op het goede spoor, en het huidige museum werd geopend in 1971. Met uitzondering van het bijgebouw op Wright Field, is het museum sinds 1971 meer dan verdrievoudigd in vierkante meters, met de toevoeging van een tweede hangar in 1988, een derde in 2003 en een vierde in 2016.
De collectie van het museum bevat veel zeldzame vliegtuigen van historisch of technologisch belang, en verschillende memorabilia en artefacten uit de geschiedenis en ontwikkeling van de luchtvaart. Onder hen is de Apollo 15 Command Module Endeavour die in 1971 74 keer in een baan om de maan draaide, een van de vier overlevende Convair B-36 Peacemakers, de enige overblijvende North American XB-70 Valkyrie en Bockscar - de Boeing B-29 Superfortress die de Fat Man-atoombom op Nagasaki liet vallen tijdens de laatste dagen van de Tweede Wereldoorlog.
In oktober 2004 veranderde de naam van United States Air Force Museum in National Museum of the United States Air Force.
In juni 2016 opende het museum zijn vierde gebouw van 20.800 m² dat het museum uitbreidde tot de huidige 104.000 m² tentoonstellingsruimte. Het vierde gebouw herbergt de Space Gallery, Presidential Aircraft Gallery en Global Reach Gallery. Met de extra ruimte zijn meer dan 70 vliegtuigen die in opslag waren weer tentoongesteld, zoals de XB-70 Valkyrie. De collectie presidentiële vliegtuigen is ook weer ter plaatse, na enige tijd naar een buitenlocatie te zijn verplaatst. De Air Force Museum Foundation financierde de bouw volledig met particuliere donaties uit verschillende bronnen voor een bedrag van $ 40,8 miljoen dollar.
In 2018 werd de Boeing B-17F Memphis Belle permanent tentoongesteld in de World War II Gallery. Het vliegtuig en zijn bemanning werden iconische symbolen van de zware bommenwerperbemanningen en ondersteunend personeel die hielpen nazi-Duitsland te verslaan.